# 3824 Брендалі
3824 Брендалі (3824 Brendalee) — астероїд головного поясу, відкритий 5 жовтня 1929 року.
Тіссеранів параметр щодо Юпітера — 3,586.